# قوم موسو

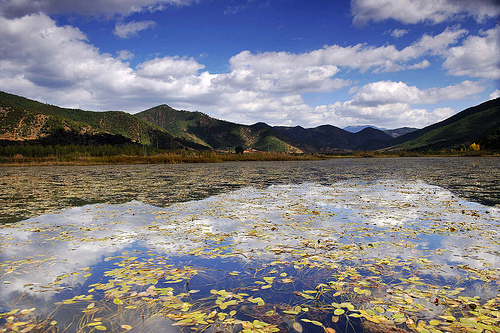
بیشتر موسوها در اطراف دریاچه لوگو سکونت دارند

موسو یا نا گروه قومی کوچکی است که در جنوب چین در استان‌های یون‌نان و سیچوآن در نزدیکی تبت زندگی می‌کنند. جمعیت موسوها حدود ۴۰ هزار نفر است و بیشترشان در ناحیه یونگ‌نینگ و اطراف دریاچه لوگو در ارتفاعات هیمالیا سکونت دارند.
حکومت چین این قوم را بخشی از اقلیت قومی ناسی محسوب می‌کند هرچند موسوها فرهنگی متمایز از ناسی‌ها دارند اما زبان آن‌ها گویشی از زبان ناسی از خانواده تبتی-برمه‌ای است. عقاید مذهبی موسوها تلفیقی از آئین‌های بومی آنیمیستی و بودیسم تبتی است.
شهرت موسوها بیشتر به خاطر نوع منحصربفرد پیوند زناشویی آنهاست. در این قوم زن و شوهر با هم زندگی نمی‌کنند و در خانه پدری و مادری خود می‌مانند. رابطه زوج به ملاقات‌های مخفیانه شبانه در اتاق شخصی دختر منحصر می‌شود. آنها بدون هیچ تشریفاتی رابطه‌ای را آغاز کرده و هرگاه که خواستند آن را پایان می‌دهند. این پیوند موسوها به «ازدواج گذری» معروف است و بسیاری از باورهای سنتی مردم‌شناسی در مورد ازدواج و خانواده را به چالش می‌کشد.
فرهنگ موسوها معمولاً فرهنگی مادرسالار نامیده می‌شود و خودشان هم از این واژه استفاده می‌کنند چون تصور می‌کنند این توصیف موجب افزایش علاقه به فرهنگ ایشان و بالتبع رونق گردشگری می‌شود. اما ساختار اجتماعی پیچیده موسوها را به سختی می‌توان در قالب تعریف‌های سنتی مردم‌شناسی گنجاند. مسلم است که برخی ویژگی‌های فرهنگ مادرسالاری در آنها دیده می‌شود؛ ریاست خانواده بیشتر با زنان است. ارث از مادر به دختر منتقل می‌شود و تصمیم‌گیری‌های تجاری با زنان است. اما قدرت سیاسی بیشتر در اختیار مردان است که این در تضاد با مادرسالاری است.

## زندگی روزانه

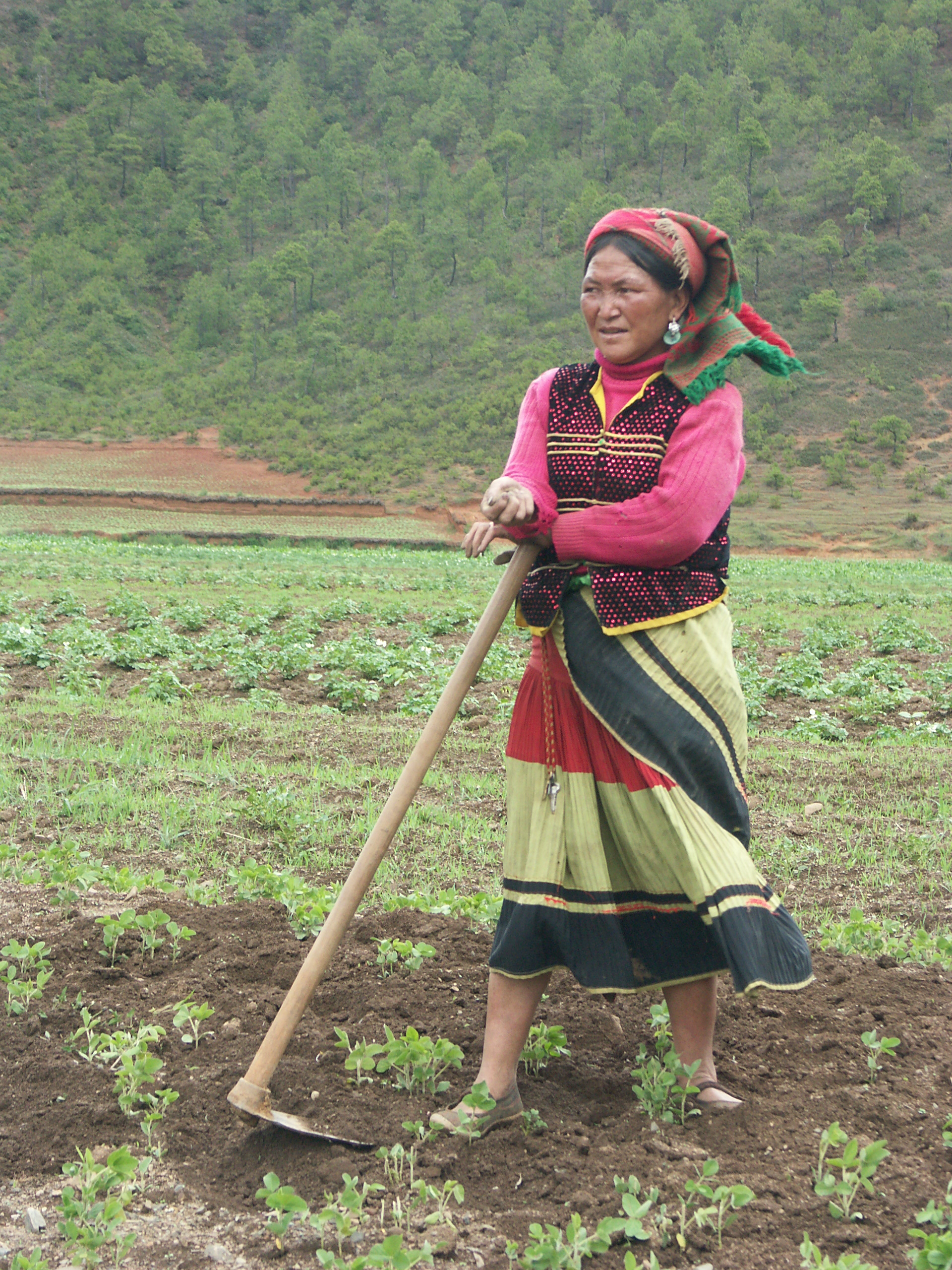
زنی از قوم موسو

جامعه موسوها متکی بر کشاورزی و دامپروری است. آنها از نظر غذایی تا حد زیادی خودکفا هستند و نیازهای روزانه خود را تأمین می‌کنند. موسوها جامعه‌ای کشاورز هستند و معاش آنها بیشتر با کشاورزی تأمین می‌شود. کار کشاورزی نیز هفت ساعت در روز و هفت ماه در سال است. در گذشته کشت آنها جو دوسر، گندم سیاه و پنبه بود. از اواخر قرن نوزدهم با گسترش تأثیرپذیری از هان‌ها (قوم غالب چین) کشت محصولات متنوعی همچون ذرت، آفتابگردان، سیب‌زمینی، سویا، لوبیا و سبزیجاتی همچون کدو تنبل نیز رایج شد. در دوره‌ای کشت اصلی آنها سیب‌زمینی بود تا اینکه در میانه‌های قرن بیستم برنج‌کاری را شروع کردند.
موسوها حیوانات مختلفی از جمله گاومیش، گاو، گوسفند، بز، اسب و انواع پرندگان را پرورش می‌دهند اما مهمترین حیوان اهلی آنها خوک است. گوشت خوک نقش مهمی در جامعه موسوها دارد و حتی به عنوان نوعی پول کاربرد دارد. مردان موسو سالی یک بار یک بازار دام برگزار می‌کنند و برای شرکت در آن از دهکده‌های مختلف کیلومترها با اتوبوس، اسب یا پیاده راه می‌پیمایند.
موسوها گوشت خوک را نمک‌سود یا دوداندود می‌کنند و شیوه مخصوص آنها در نگهداری گوشت خوک که بیش از ده سال دوام می‌آورد شهرت زیادی دارد. موسوها نوعی نوشیدنی الکلی از غلات به نام سولیما تولید می‌کنند که به شراب‌های قوی شباهت دارد. مصرف سولیما در میان این مردم معمول است و برای پذیرایی از مهمانان و در مراسم و جشن‌ها نیز از آن استفاده می‌کنند.
اقتصاد محلی آنها بیشتر بر پایه مبادله کالا با کالا استوار است اما گسترش روابط با دنیای خارج در سال‌های اخیر موجب افزایش استفاده از سیستم مبادله نقدی شده‌است. اما درآمد سالانه آنها اندک است و زمانی که برای فعالیت‌هایی چون آموزش یا سفر به پول نیاز داشته باشند مشکلات نقدی برایشان به باور می‌آورد. الکتریسیته به تازگی وارد برخی از جوامع موسو شده اما بسیاری از روستاها هنوز برق ندارند. آب جاری نیز به ندرت در این منطقه مرتفع وجود دارد و آنها به چاه آب و مسیل نیاز دارند. با این حال روند تغییرات آشکار است و حتی دیش‌های ماهواره را در برخی روستاها می‌توان مشاهده کرد.

## نقش زنان و مردان

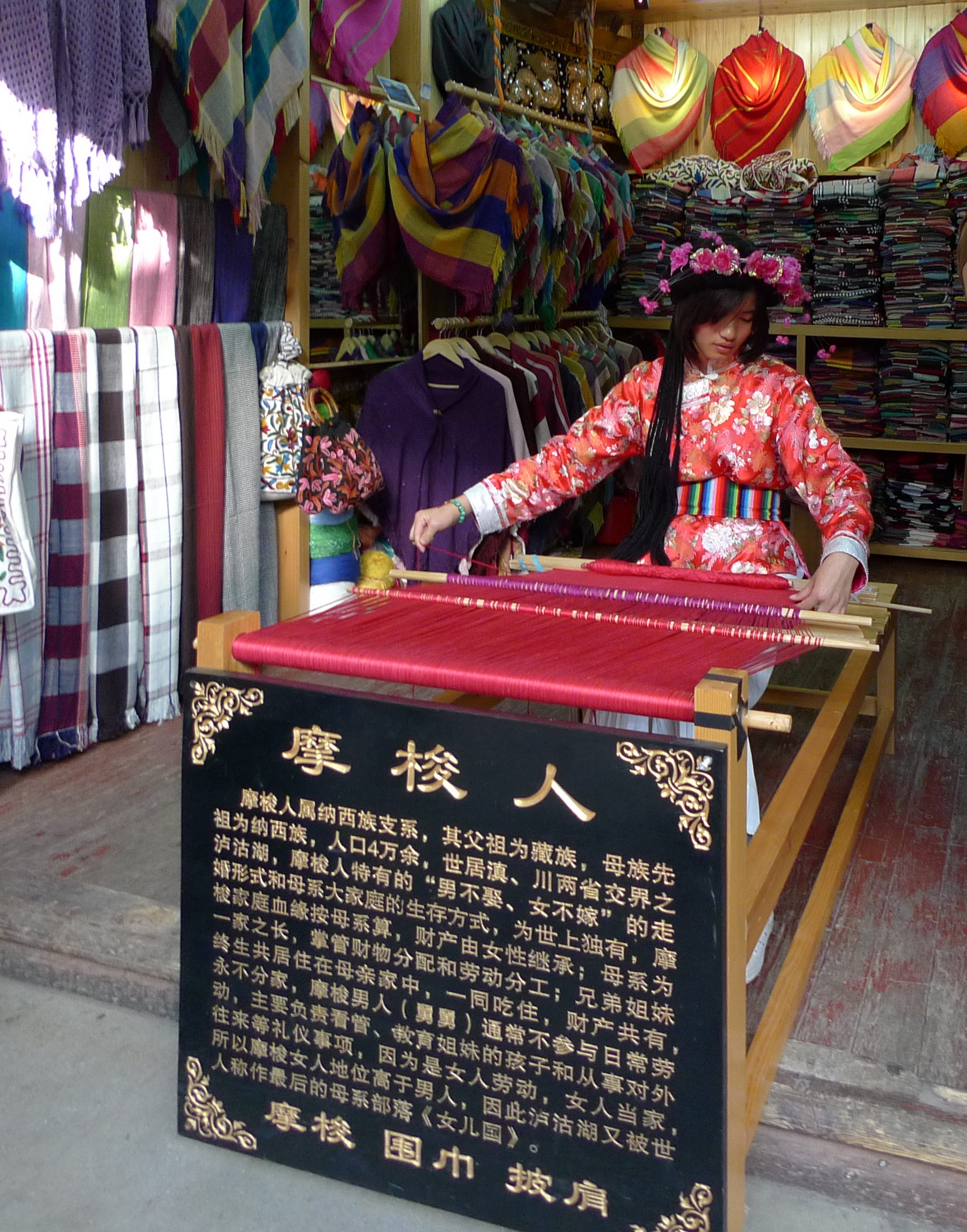
دختر بافنده موسو در شهر باستانی لیجیانگ

کارهای خانگی مثل شستشو، آشپزی، آتش درست کردن، جمع‌آوری هیزم، تغذیه دام و طیور، و نخ‌ریسی و پارچه‌بافی بر عهده زنان است. در گذشته زنان موسو تمام کالاهای خانگی خودشان را درست می‌کردند اما در سال‌های اخیر با گسترش تجارت امکان خرید کالاها بیشتر فراهم شده‌است هرچند هنوز هم بسیاری از زنان موسو می‌دانند چگونه از ابزارهای نساجی برای ساخت انواع پوشاک استفاده کنند.
مردها بیشتر مسئولیت نگهداری و چراندن دام و طیور و همچنین ماهی‌گیری را بر عهده دارند. دریاچه لوگو که بیشتر موسوها در کنار آن زندگی می‌کنند دریاچه‌ای غنی از انواع ماهی است. البته آنها از قایق موتوری استفاده نمی‌کنند و ماهی را با ابزارهای ابتدایی خود صید می‌کنند. قصابی و سلاخی هم بر عهده مردان است و زنان هرگز در آن حضور پیدا نمی‌کنند. خوک‌های سلاخی‌شده درسته درسته خشک می‌شوند و به صورتی نگهداری می‌شوند که تا ده سال قابل استفاده هستند. آنها به خصوص در زمستان‌های سخت این منطقه کوهستانی از این گوشت استفاده می‌کنند.
ریاست خانواده بر عهده مادر است. او در تصمیمات مربوط به مخارج و شغل اعضای خانواده حرف آخر را می‌زند و زمانی که بخواهد یکی از دختران نسل بعدی (یعنی دختران خودش یا خواهرانش) را به عنوان جانشین خود انتخاب کند کلید انبار را به او می‌دهد که نمادی از مسئولیت‌ها و حقوق اوست.
اغلب چینی‌ها ارزش بسیار بیشتری برای فرزندان پسر قائلند چون فرزندان پسر همسر خود را به خانه پدری می‌آورند و این ترجیح فرزند پسر بر اثر سیاست تک‌فرزندی دولت چین شدت گرفته‌است. اما در فرهنگ موسوها هیچ ترجیحی برای فرزند پسر یا دختر وجود ندارد چون هر دو آنها در خانه پدری و مادری خود می‌مانند. با این حال به دلیل تفاوت مسئولیت‌های پسر و دختر آنها تمایل دارند که از هر دو جنس فرزند داشته باشند. به همین دلیل بعضی خانواده‌های موسو که فرزند دختر یا پسر ندارند فرزند یک خانواده دیگر را به سرپرستی قبول می‌کنند. این فرزند کاملاً به خانواده جدید تعلق دارد و با او مثل بقیه اعضای خانواده رفتار می‌شود و حتی ممکن است به عنوان مادرسالار نسل بعد انتخاب شود.

## پیوند زناشویی
یکی از معروفترین و منحصربفردترین ویژگی‌های موسو شکل خاص پیوند زناشویی در آنهاست. تمام موسوها نوع خاصی از روابط زناشویی را دارند که به «ازدواج گذری» معروف است و به همین دلیل جامعه‌ای کاملاً چندهمسری (چندشوهری و چندزنی) توصیف می‌شوند اما شاید درستتر این باشد که بگوییم موسوها اساساً ازدواج نمی‌کنند و فقط رابطه عاشقانه دارند. در زبان آنها از کلمه «ازو» به معنی ازدواج است که ترجمه تحت‌اللفظی آن «قلب صمیمی شیرین» است.
در این قوم زن و شوهر با هم زندگی نمی‌کنند بلکه پیش پدر یا مادر خود می‌مانند. هر زنی می‌تواند مرد مورد علاقه‌اش را به خانه دعوت کند و هر مردی نیز می‌تواند این درخواست را از زن مورد علاقه‌اش کند. مرد شب به طور مخفیانه به اتاق خواب دختر می‌رود و صبح زود پیش از بیدار شدن اعضای خانواده هم از آنجا می‌رود.
هر رابطه عاشقانه‌ای تا زمانی که دو نفر تمایل داشته باشند ادامه پیدا می‌کند. بیشتر افراد در یک زمان فقط با یک نفر در ارتباط هستند و بیشتر آنها روابط طولانی‌مدتی را تشکیل می‌دهند که در برخی موارد تا پایان عمر ادامه پیدا می‌کند. البته برخی مردم‌شناسان معتقدند این تغییر در سال‌های اخیر و تحت تأثیر فرهنگ چینی‌های هان ایجاد شده و در گذشته بیشتر افراد به طور همزمان چندین شریک جنسی داشته‌اند و برخی از زنان سالمند موسو می‌گویند که تا ۳۰ یا ۴۰ یا حتی ۵۰ شریک جنسی در طول عمر خود داشته‌اند.
هیچ مراسم رسمی برای ازدواج برگزار نمی‌شود اما وقتی زنی صاحب فرزند می‌شود پدر فرزندش به همراه خانواده‌اش به خانه آنها آمده و هدایایی را برای کودک می‌آورند. فقط بعد از تولد فرزند است که رابطه زن و شوهر رسمیت پیدا می‌کند و مرد به عنوان عضوی از خانواده پذیرفته می‌شود اما همچنان با خانواده خودش زندگی می‌کنند. بزرگ کردن فرزندان وظیفه مادر و خانواده مادری است اما پدر هم می‌تواند در تربیت و نگهداری فرزندش مشارکت داشته باشد. بچه‌ها در جشن سال نو برای ادای احترام به خانه پدرشان می‌روند و پدرشان در مراسم مذهبی و آئینی نیز حاضر می‌شود.
اکثر زنان پدر فرزند خود را می‌شناسند و خجالت‌آور است که زنی نداند پدر فرزندش چه کسی بوده‌است. با این حال تنبیه اجتماعی خاصی نیز برای چنین زنان و چنین فرزندانی وجود ندارد و بچه‌هایی که پدرشان را نمی‌شناسند آن را پنهان نمی‌کنند. از آنجا که اموال از مادر به ارث می‌رسد مشکلی هم در تقسیم ارث ایجاد نمی‌شود.
خانواده‌ها به طور کلی کاری به روابط عاشقانه فرزندان خود ندارند و آنها پس از سن بلوغ در این مورد آزادی کامل دارند. البته مادر ارشد خانواده ممکن است دخترش را از رابطه با شخص خاصی منع کند اما به ندرت این اتفاق می‌افتد.

## فرهنگ
خانه
خانه‌های این مردم از چهار ساختار مستطیلی تشکیل می‌شود که یک چهارگوش را تشکیل داده و یک حیاط مرکزی در وسط آنها قرار گرفته‌است. یکی از این چهار بخش میزبان حیوانات خانواده است. بخش دوم به عنوان انبار استفاده می‌شود و اتاق خصوصی زنان خانواده هم در آن قرار دارد. مردان و کودکان اتاق شخصی ندارند و در دو بخش دیگر می‌خوابند.
مراسم بلوغ
مراسم بلوغ دختران و پسران موسوها در سن ۱۲ تا ۱۴ سالگی برگزار می‌شود. تا این سن دختران و پسران لباسهای مشابه می‌پوشند اما بعد از آن دختران دامن و پسران شلوار می‌پوشند و بایستی مقررات زیادی را رعایت کنند اما از این پس آزادی بیشتری به دست می‌آورند. دخترها صاحب اتاق شخصی می‌شوند و از هنگام بلوغ این اجازه را دارند که هر مردی را برای اقامت شبانه به اتاق خود راه بدهند.
زبان
موسوها به گویشی از زبان ناسی صحبت می‌کنند که از خانواده زبان‌های تبتی-برمه‌ای است.
مراسم تشییع
مراسم تشییع جنازه به طور کامل مردانه است و حتی غذای خانواده و مهمانان را هم مردان می‌پزند. معمول است که هر یک از خانواده‌های روستا حداقل یکی از مردان خود را برای کمک به این مراسم بفرستد. تابوت‌ها کوچک و مکعب مربع هستند و جنازه به صورت جنینی قرار داده می‌شود تا بر اساس باور تناسخ دوباره برای زندگی بعدی خود زاده شود. در هنگام سوزاندن جنازه ابتدا یک اسب تزئین‌شده جلوی آتش می‌رود و سپس خانواده و دوستان متوفی برایش دعا می‌کنند.
احترام به سگ
در بعضی فرهنگ‌های جنوب چین گوشت سگ به عنوان غذا استفاده می‌شود. اما این کار در فرهنگ موسوها به شدت ممنوع است. از نظر آنها کشتن سگ و به تبع آن خوردن آن گناه است. افسانه‌ای در فرهنگ موسوها وجود دارد که می‌گوید «در دوران باستان سگ‌ها ۶۰ سال عمر می‌کردند و انسان‌ها فقط ۱۳ سال. انسان‌ها که عمرشان خیلی کوتاه بود از سگ‌ها خواستند تا عمرشان را با هم عوض کنند.» به همین دلیل انسان‌ها باید به سگها احترام می‌گذارند و در مراسم آغاز بلوغ در مقابل سگ‌های خانواده نیایش می‌کنند.

## مذهب
مذهب نقش مهمی در زندگی موسوها دارد. مذهب آنها دابا نام دارد که با مذهب بودیسم تبتی تلفیق شده‌است.
دابا مذهب باستانی موسوهاست که هزاران سال بخشی از فرهنگ این قوم بوده‌است. این آئین زبان به زبان از نسلی به نسل دیگر منتقل شده‌است و فرهنگ و تاریخ این قوم را در خود جای داده‌است. مذهب دابا از اصول آنیمیستی پیروی می‌کند و شامل پرستش ارواح درگذشتگان و ایزدبانوها می‌شود. اعتقاد مذهبی موسوها در میان اقوام همسایه خود منحصر به‌فرد است چراکه به جای یک خدای جنگجوی نگهبان به یک الهه مادر پشتیبان باور دارند.
وظیفه اصلی روحانیون (یا شمن‌ها) که آنها هم دابا نامیده می‌شوند، جن‌گیری و کمک به ارواح درگذشتگان است. آنها آنقدر شراب می‌نوشند تا به خلسه بروند و بتوانند با ارواح گفتگو کنند. موسوها زبان نوشتاری ندارند و در نتیجه متن مذهبی هم ندارند. آنها معبد هم ندارند. تمام داباها مرد هستند و مثل بقیه در خانه مادری خود زندگی می‌کنند و وقتی مراسم مذهبی انجام نمی‌دهند به کارهای روزمره خود مثل ماهیگیری و شبانی مشغول می‌شوند. کارهای مذهبی آنها چندان زیاد نیست آنها فقط برای مراسم سنتی خاصی مثل نام‌گذاری بچه، مراسم بلوغ، تشییع جنازه و برخی مراسم و جشن‌های مخصوص مثل جشن بهار فراخوانده می‌شوند.
یک بحران فرهنگی هم در این زمینه ایجاد شده‌است. قوانین ضدمذهبی دولت کمونیستی چین موجب شده بود تا کار داباها غیرقانونی شود. البته این قانون اکنون لغو شده‌است اما تعداد کمی دابا باقی‌مانده‌اند که بیشتر آنها کهن‌سال هستند و به همین دلیل برخی موسوها نگران هستند که با درگذشت این نسل بخشی از میراث تاریخی آنها از دست برود.
باورهای بودایی در سال‌های اخیر گسترش بیشتری در فرهنگ موسوها پیدا کرده‌اند و امروزه شاخهٔ تبتی آئین بودایی مذهب اصلی موسوهاست. معمولاً نمازهای شکرگذاری و نماز میت را راهبان بودایی می‌خوانند. کودکان
دروس پایه علمی و مذهبی را نزد آنها می‌آموزند و بزرگسالان هم از آنها مشورت می‌گیرند. امروزه بیشتر خانواده‌هایی که بیش از یک فرزند پسر داشته باشند، یکی از پسرهایشان را برای راهب شدن می‌فرستند و در سال‌های اخیر تعداد راهبان بودایی افزایش زیادی پیدا کرده‌است.
موسوها حتی یک «بودای زنده» هم دارند. او در لیجیانگ زندگی می‌کند اما برای مراسم مهم مذهبی به معبد تبتی اصلی در یونگ‌نینگ می‌رود. یونگ‌نینگ پایتخت فرهنگی موسوهاست و بزرگترین معبد آنها در این شهر قرار دارد. پیکره‌های بودایی در بالای اجاق خوراک‌پزی بیشتر خانه‌ها دیده می‌شود و در جشن‌ها و مراسم بودایی تمام جامعه موسو شرکت می‌کنند.

## تغییرات اخیر
زندگی موسوها در سال‌های اخیر به سرعت در حال تغییر است. مهاجرت هان‌ها به منطقه یونگ‌نینگ، که از دوران حکومت مینگ آغاز شد، اولین عاملی است که تغییراتی را در فرهنگ موسوها ایجاد کرده‌است. پذیرش مذهب بودایی که البته با ارزش‌های موسو سازگار شده دیگر تغییری است که در فرهنگ موسوها رخ داده است. در گذشته نه تجارت و دادوستد با همسایگان و نه انقلاب فرهنگی چین نتوانست تغییر بنیادینی را در فرهنگ موسوها پدید آورد اما پیشرفت تکنولوژی که جاده‌های بهتر و حمل‌ونقل بیشتر را به ارمغان آورده‌است به همراه ورود تلویزیون تغییرات جدی در زندگی موسوها ایجاد کرده‌است. امروزه خیلی از مردان تصمیم می‌گیرند مستقل از خانواده کار کنند و نسل قدیمی موسوها می‌ترسند که این وضعیت زمینه‌ساز مناقشاتی بر سر تقسیم اموال شود. مهاجرت وانان از روستاها نیز نگرانی دیگر موسوهاست که مراقبت از خانواده را برای آنها دشوار کرده‌است.
موسوها در اطراف دریاچه لوگو زندگی می‌کنند که منطقه‌ای با محیط طبیعی بسیار زیبا است. عکاسان، خبرنگاران، سازندگان برنامه‌های تلویزیونی، نویسندگان و هنرمندان زیادی نیز به خانه موسوها آمده و در مورد آنها مطالبی منتشر کرده‌اند؛ و این توجه عمومی موجب جلب گردشگران زیادی به منطقه شده‌است. ورود این گردشگران هرچند از نظر مالی برای موسوها سودمند است اما فرهنگ موسوها را به شدت تهدید کرده‌است. شهرت موسوها به داشتن روابط متعدد باعث شده تا خیلی از مردان برای هوسرانی‌های جنسی به این منطقه بیایند. همچنین ایده‌های غربی در مورد زندگی مشترک و خانواده ارزش‌های سنتی موسوها را نیز تهدید کرده‌است. بر اساس تحقیقی که در سال ۲۰۰۸ صورت گرفته حدود یک‌چهارم روابط موسوها به صورت زندگی مشترک زن و شوهر درآمده‌است.